# Campionato ungherese di calcio a 5 2009-2010
La Nemzeti Bajnokság I 2009-2010 è stata la 18ª edizione della massima serie del campionato ungherese di calcio a 5. Organizzata dalla MLSZ, si è svolta dal 4 settembre 2009 al 26 aprile 2010, prolungandosi fino al 24 maggio con la disputa dei play-off.

## Stagione regolare

### Classifica
|                     | Pos. | Squadra         | Pt | G  | V  | N | P  | GF  | GS  | DR   |
| ------------------- | ---- | --------------- | -- | -- | -- | - | -- | --- | --- | ---- |
| Ungheria (bandiera) | 1.   | Győri ETO       | 54 | 20 | 18 | 0 | 2  | 148 | 49  | +99  |
|                     | 2.   | MVFC            | 51 | 20 | 17 | 0 | 3  | 121 | 37  | +84  |
|                     | 3.   | Aramis          | 43 | 20 | 14 | 1 | 5  | 105 | 48  | +57  |
|                     | 4.   | Cső-Montage BFC | 43 | 20 | 14 | 1 | 5  | 95  | 59  | +36  |
|                     | 5.   | Ferencváros     | 32 | 20 | 10 | 2 | 8  | 120 | 84  | +36  |
|                     | 6.   | Gyöngyös        | 31 | 20 | 10 | 1 | 9  | 72  | 101 | -29  |
|                     | 7.   | Gödöllő/Fortuna | 19 | 20 | 6  | 1 | 13 | 63  | 100 | -37  |
|                     | 8.   | Rubeola         | 16 | 20 | 5  | 1 | 14 | 61  | 94  | -33  |
|                     | 9.   | Szentesi VSC    | 15 | 20 | 4  | 3 | 13 | 63  | 127 | -64  |
|                     | 10.  | Borsod Volán    | 14 | 20 | 4  | 2 | 14 | 83  | 115 | -32  |
|                     | 11.  | Dunavarsány     | 5  | 20 | 1  | 2 | 17 | 55  | 172 | -117 |

### Verdetti
- ETO Futsal Club campione d'Ungheria 2009-10 e qualificato alla Coppa UEFA 2010-11.
- Dunavarsány retrocesso in Nemzeti Bajnokság II 2010-11.
- Szentesi VSC non iscritto alla Nemzeti Bajnokság I 2010-11; Borsod Volán retrocesso ma successivamente ripescato.

## Play-off

### Semifinali
|                 | Risultato     |                 | Data           |
| --------------- | ------------- | --------------- | -------------- |
| Győri ETO       | 6-2           | Cső-Montage BFC | 3 maggio 2010  |
| Cső-Montage BFC | 0-5           | Győri ETO       | 6 maggio 2010  |
|                 |               |                 |                |
| MVFC            | 3-3 (4-6 dtr) | Aramis          | 3 maggio 2010  |
| Aramis          | 2-5           | MVFC            | 6 maggio 2010  |
| MVFC            | 4-3           | Aramis          | 10 maggio 2010 |

### Finale 3º posto
|        | Risultato |                 | Data           |
| ------ | --------- | --------------- | -------------- |
| Aramis | 1-7       | Cső-Montage BFC | 17 maggio 2010 |

### Finale
|           | Risultato |           | Data           |
| --------- | --------- | --------- | -------------- |
| Győri ETO | 4-2       | MVFC      | 17 maggio 2010 |
| MVFC      | 3-4       | Győri ETO | 20 maggio 2010 |
| Győri ETO | 3-2       | MVFC      | 24 maggio 2010 |